# Nhà thờ Đức Mẹ Đồng trinh Maria ở Pezinok
Nhà thờ Đức Mẹ Đồng trinh Maria ở Pezinok (tiếng Slovakia: Kostol Nanebovzatia Panny Márie v Pezinok) là một nhà thờ tọa lạc ở thành phố Pezinok, vùng Bratislava, Slovakia. Vào ngày 17 tháng 7 năm 1963, nhà thờ này được ghi danh vào Danh sách Di tích Trung ương theo quyết định của Bộ Văn hóa Cộng hòa Slovakia.

## Lịch sử
Nhà thờ Đức Mẹ Đồng trinh Maria ở Pezinok là một tòa nhà ba gian được xây dựng vào nửa sau thế kỷ 14. Trên địa điểm của nhà thờ này, trước đây từng tồn tại một nhà thờ cũ hơn có niên đại vào năm 1280, dưới thời trị vì của Thomas II.
Nhà thờ được xây dựng theo phong cách kiến trúc Gothic trên một mặt bằng hình chữ nhật với một đầu đa giác. Ngoài ra, thiết kế của nhà thờ cũng có vài chi tiết của kiến trúc Phục hưng và kiến trúc Baroque. Trong khuôn viên của nhà thờ có một nghĩa trang.
Trong khoảng nửa đầu thế kỷ 17, nhà nguyện Thánh Anne được xây dựng ở phía bắc của gian giữa nhà thờ. Mãi đến thế kỷ 18 nhà thờ này mới có tháp chuông. Vào năm 2000, nhà thờ tiến hành trùng tu phần mái và sau đó phục hồi lớp thạch cao và kính màu.